# 第1回行政主席通常選挙
第1回行政主席通常選挙（だい1かいぎょうせいしゅせきつうじょうせんきょ）は、1968年11月10日に行われた琉球政府の行政主席選挙である。

## 概要
主席選挙が行われたのと同じ日に立法院議員選挙が、直後には那覇市市長選挙（市長である西銘順治が主席選挙に出馬したため、空席となったことによる選挙）も行われた。そのため、これらの選挙をまとめて「3大選挙」と呼ばれるようになった。

## 選挙データ

### 公示日
- 1968年10月21日

### 投票日
- 1968年11月10日

### 選挙制度
有権者による直接選挙
投票方法
秘密投票、単記投票、1票制
選挙権
満20歳以上の琉球住民
被選挙権
満30歳以上の琉球住民
有権者数
515,246人（男性：235,299　女性：279,947）

## 選挙活動

### 立候補者
| 氏名     | 本籍                             | 党派           | 職業               |
| -------- | -------------------------------- | -------------- | ------------------ |
| 西銘順治 | 沖縄県島尻郡知念村（現・南城市） | 沖縄自由民主党 | 沖縄自由民主党総裁 |
| 屋良朝苗 | 沖縄県中頭郡読谷村               | 無所属         | 沖縄教職員会会長   |
| 野底武彦 | 沖縄県那覇市                     | 無所属         | 公認会計士         |

## 主な争点
行政主席の直接選挙制が導入されて初の選挙であり、本土の政治家も多く駆けつけて選挙戦が展開された。そして、近い将来に実現されるであろう本土復帰が最大の争点になった。
西銘順治候補は「本土との一体化」を掲げて経済協力に連結した日米協調路線の下での段階的な復帰を訴えた。西銘の主張は当時の「イモはだし論争」につながる。一方、屋良朝苗候補は「即時無条件全面返還」を掲げた。野底武彦候補は復帰そのものに反対し、琉球の独立を訴えた。

## 選挙結果
| 候補者             | 候補者             | 所属党派           | 得票数  | 得票率 |
| ------------------ | ------------------ | ------------------ | ------- | ------ |
|                    | 屋良朝苗           | 無所属             | 237,643 | 53.51% |
|                    | 西銘順治           | 沖縄自由民主党     | 206,209 | 46.43% |
|                    | 野底武彦           | 無所属             | 279     | 0.06%  |
| 総計               | 総計               | 総計               | 444,131 | 100.0% |
| 有効票数（有効率） | 有効票数（有効率） | 有効票数（有効率） | 444,131 | 96.73% |
| 無効票数（無効率） | 無効票数（無効率） | 無効票数（無効率） | 15,005  | 3.27%  |
| 投票者数（投票率） | 投票者数（投票率） | 投票者数（投票率） | 459,136 | 89.11% |
| 棄権者数（棄権率） | 棄権者数（棄権率） | 棄権者数（棄権率） | 56,110  | 10.89% |
| 有権者数           | 有権者数           | 有権者数           | 515,246 | 100.0% |

## 日米両政府による工作
2010年12月22日に外務省によって公開された外交文書により、この選挙において日米両政府が保守系である西銘の当選のために動いていたことが判明している。